# Cinema Products Corporation
Cinema Products Corporation war ein amerikanischer Hersteller von Filmkameraausrüstung.

## Geschichte
Das Unternehmen wurde 1968 von Ed DiGiulio, einem ehemaligen Direktor und Vizepräsidenten der Mitchell Camera Corporation, gegründet. Ihr erstes Produkt war eine stille Spiegelreflexkamera, die auf der Mitchell BNC 35-mm-Filmkamera basierte.
Mit der Einführung der CP-16 expandierte das Unternehmen in den Markt der 16-Millimeter-Nachrichtenkameras.

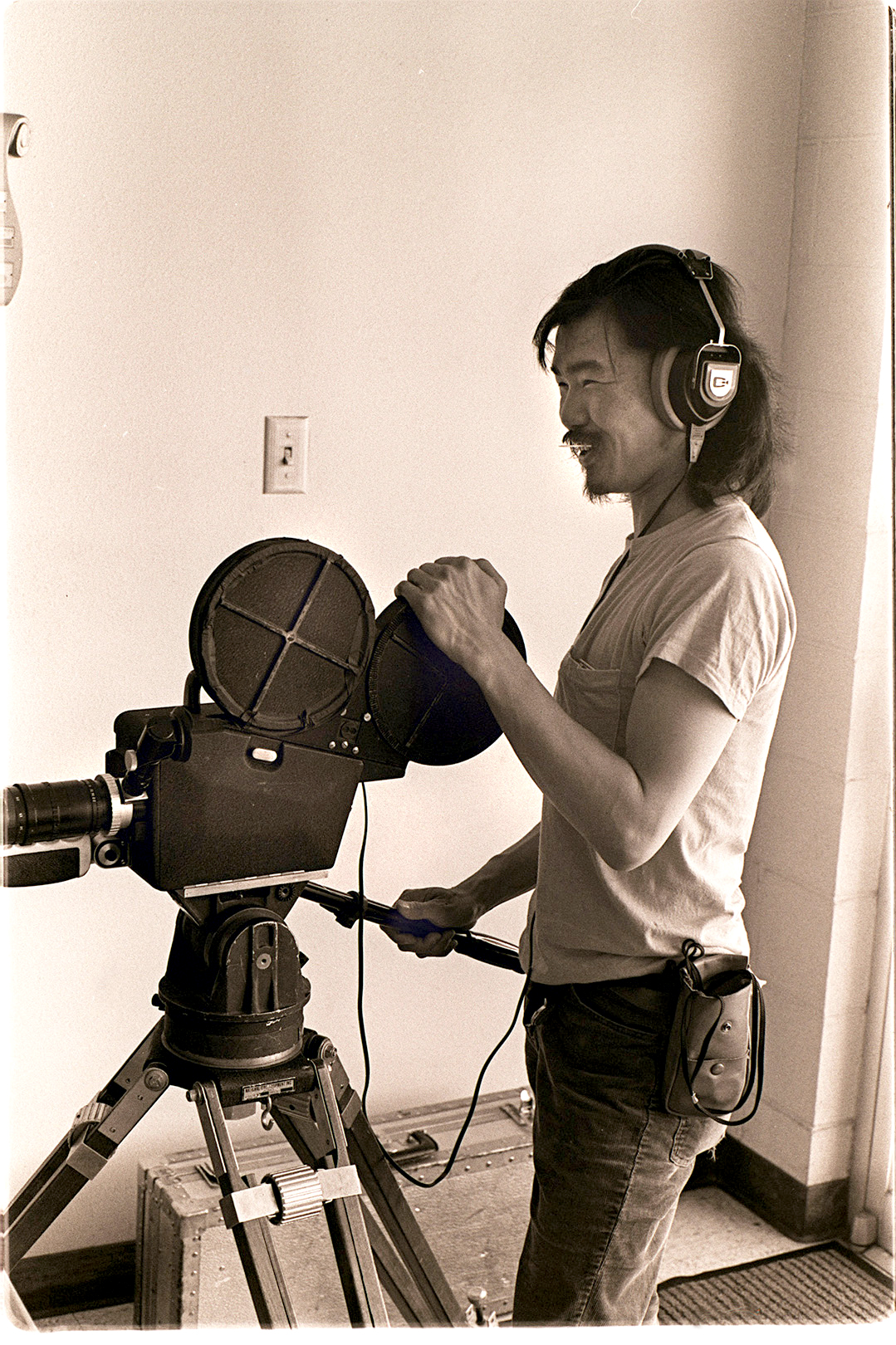
Der Dokumentarfilmregisseur Curtis Choy filmt mit einer CP-16 (1976).

Die CP-16 basierte auf dem Filmtransportmechanismus, der in den älteren Bach-Auricon"-Tonfilmkameras verwendet wurde, wurde aber in ein leichteres, ergonomischeres Gehäuse mit Selbstblende umgebaut. Sie wurde zu einer der am weitesten verbreiteten Tonfilmkameras in der TV-Nachrichtenbranche, bis sie in den späten 1970er Jahren von den professionellen Farbvideoformaten verdrängt wurde. (3/4-Zoll-Field Decks und die frühen analogen Betacam- und M-Format-Komponentenbandsysteme).

## Academy Award
1972 erhielten die Cinema Products Corporation und Robert D. Auguste bei der 44. Verleihung der Academy Awards für eine Steuerung zur Betätigung von Zoomobjektiven an Filmkameras den Oscar in der Kategorie Technical Achievement Award.
Bei der 50. Verleihung der Academy Awards erhielten Garrett Brown und die Techniker der Cinema Products Corporation unter der Leitung von John Jurgens einen Scientific or Technical Award, Class I für die Erfindung und Entwicklung der Steadicam.

## Produkte

### XR35
Im Filmausrüstungsbereich folgte dem Übergang von Mitchell BNC zu Spiegelreflex die Studio Silent XR35. Die Cinema Products XR35 hatte eine Mitchell NC-Kamera in einem leichten Gehäuse oder Blimp. Der Blimp war der Originalkamera so ähnlich, dass er im Vergleich zu den Blimps, die für Mitchell- oder Arriflex-Kameras hergestellt wurden, klein wirkte. Die XR35 war eine kristallklare 35-mm-Filmkamera, die wesentlich leichter war als die von den Hollywood-Studios hergestellten Mitchell-Blimps. Das X stand für Kristall, das R für Reflex. Das Spiegelreflexsystem basierte auf einem rotierenden Spiegelverschluss. Während sich die Spiegel an einem Punkt drehten, wurde der Film belichtet, und der Bediener konnte das Bild im Spiegel sehen, während der Film zum nächsten Bild weitertransportiert wurde, und zwar 24 Mal pro Sekunde. Cinema Products tat sein Bestes, um alle auf dem Markt erhältlichen 35-mm-Mitchell-NC-Kameras aufzukaufen, als die XR in Produktion ging. Später verkaufte Cinema Products seine verbliebenen Mitchell-Bestände an eine japanische Firma, als die XR35 von Konkurrenten herausgefordert wurde, sich aber immer noch gut verkaufte.
1972 kamen Panavision und Arriflex mit ihren leichteren Kleinbildkameras auf den Markt. Die Panaflex von Panavision und die deutsche Arriflex 35BL-I. Diese Kameras waren nicht in dem Sinne verkleinert, dass sie eine Kamera in einem Gehäuse hatten; diese Kameras waren von Grund auf so konstruiert, dass sie leise waren.
Die leichte und ergonomische Arri 35BL-I ermöglichte es den europäischen Filmemachern (und schließlich auch den amerikanischen „Brats“), Tonfilme in Studioqualität (Doppelsystem), aber schneller, an realen Drehorten – sogar mit Handkamera – und mit kleineren Teams und Hilfsgeräten zu drehen. (Die italienischen Neorealisten und die französische Nouvelle Vague hatten in den 1940er und 1950er Jahren aufgrund der beschränkten Ressourcen die Methode der wilden Synchronisierung oder „noisy-synch“ entwickelt, bei der alle Töne und Dialoge vollständig ersetzt wurden). In Amerika wurde die Panaflex zur Standard-Filmkamera und verdrängte die alte Mitchell-Kamera.

### GSMO
Der ruhige 16-mm-Studiofilm GSMO von Cinema Products wurde Mitte der 1970er Jahre eingeführt. Er verfügte über schnell ladbare Koaxialmagazine, einen im Okular sichtbaren Belichtungsmesser und eine in der Kamera eingebaute Batterie. Die Bezeichnung GSMO stand für „gun sight man operated“. (Cinema Products entwickelte oft Produkte im Auftrag der Regierung und passte sie dann für die Vermarktung in der Industrie an).
Der GSMO war bei Dokumentarfilmern und unabhängigen Low-Budget-Produzenten sehr beliebt. Jon Jost produzierte Spielfilme, die mit dem GSMO gedreht wurden. Auch der PBS-Dokumentarfilm Post No Bills wurde von Clay Walker mit der GSMO-Kamera von Jost gedreht.
Die GSMO verfügte über Quarzgeschwindigkeiten von 12, 16, 24, 25, 32, 48 und 64 fps. Neben dem standardmäßigen 400-Fuß-Magazin verfügte die GSMO auch über ein neuartiges und seltenes 100-Fuß-Magazin. Das 100-Fuß-Magazin entsprach der Höhe der Kamera, so dass die Kamera mit Magazin nur 5 Zoll hoch war. Die GSMO hatte keine Videounterstützung, d. h. keine Möglichkeit, das, was der Kameramann sah, auf einem Videomonitor anzuzeigen. Produzenten und Regisseure von TV-Werbespots verlangten nach einem Video-Assistenten, und der GSMO blieb in dieser Hinsicht hinter der Konkurrenz zurück. (Inzwischen gibt es einen nachrüstbaren Videoassistenten für den GSMO).

### Seltenes Objektiv
Während der Vorproduktion des Films „Barry Lyndon“ im Jahr 1975 benötigte der Regisseur und Produzent Stanley Kubrick ein lichtstarkes Filmobjektiv, um Szenen bei Kerzenlicht drehen zu können. Zu dieser Zeit hatten die „schnellsten“ Filmobjektive für Kleinbildkameras eine Blende von f1,4, Hochgeschwindigkeitsobjektive (auch „Super Speed“ genannt) mit einer Blende von 1,2 waren noch nicht erhältlich.
Kubrick entschied sich für ein Carl Zeiss Planar f0,7/50mm, zwei Blendenstufen über f1,4, ein Objektiv für Stehbildkameras, das Carl Zeiss ursprünglich für das Apollo-Programm der NASA entwickelt hatte. Ed DiGulio erklärte sich widerwillig bereit, den sehr schwierigen Prozess der Anpassung dieses Objektivs an eine Filmkamera zu übernehmen. Dazu war es notwendig, das Objektiv zu modifizieren und eine Mitchell BNC-Kamera dauerhaft so umzubauen, dass sie mit diesem Objektiv arbeiten konnte.
Kameramann John Alcott wurde bei der 48. Oscarverleihung für seine Arbeit an Barry Lyndon mit dem Preis für die beste Kameraarbeit ausgezeichnet. Eine der modifizierten Mitchell BNC Kameras und zwei der modifizierten f0.7 Objektive sind in der Stanley Kubrick Ausstellung zu sehen.

### CP35
Anfang der 1980er Jahre brachte Cinema Products die CP35 auf den Markt, eine nicht geräuscharme 35-mm-Kamera. Sie war mit einem BNCR-Objektivanschluss ausgestattet und sollte mit der geräuscharmen Studiokamera XR35 zusammenarbeiten, die über denselben BNCR-Anschluss verfügte. Die CP35 verfügte über einen Video-Assistenten, der jedoch nicht so integriert war wie bei der Konkurrenz. Wie die GSMO verfügte die CP35 über mehrere Quarzgeschwindigkeiten von 6 bis 120 fps.

### FX35
Die FX35 wurde 1987 eingeführt. Sie hatte ein breiteres Gehäuse, ähnelte aber der CP35. Sie hatten die gleichen Magazine. Die FX35 hatte eine eingebaute Videofunktion. Sie verwendete den von Arriflex eingeführten PL-Objektivanschluss. Die Elektronik der Kamera war für die damalige Zeit sehr fortschrittlich, mit Schwerpunkt auf Spezialeffekten und Bewegungssteuerung. Vom Schaltnetzteil bis zur 36-poligen Computerschnittstelle bot die FX35 Funktionen, die zu dieser Zeit in keiner anderen Kamera zu finden waren. Die Geschwindigkeiten wurden mit einem Daumenrad in 0,01er Schritten eingestellt. Ein CRT-Computermonitor mit 72,06 Hertz konnte ohne Rollbalken gefilmt werden, dem schwarzen Balken, der aufgrund der unterschiedlichen Bildwiederholraten sichtbar wird, wenn eine Kamera mit 24 oder 25 Bildern pro Sekunde einen Fernseh- oder Computermonitor aufnimmt. Die FX35 wurde ursprünglich für einen Film- und Videokameraverleih in Großbritannien entwickelt. Die Produktionsrechte und der Restbestand der CP35 und FX35 wurden 1992 an Redicam verkauft.
In den letzten Jahren seines Bestehens blieb Cinema Products innovativ. Es wurde eine Film-zu-HD-Videotransfermaschine auf den Markt gebracht, die insofern neu war, als die HD-Kamera nicht Teil der Transfermaschine war, sondern darauf montiert wurde. Ein Upgrade wäre einfach, man müsste nur die HD-Kamera austauschen, die Filmtransfermaschine bliebe die gleiche. Ein auf Glasfasertechnologie basierender 35-mm-Schnitt-zu-Video-Chip-Reduzierer wurde patentiert und an einen Konkurrenten verkauft. Die Steadicam-Reihe wurde um eine verbraucherorientierte Steadicam-Einheit für kleine Mini-DV-Kameras erweitert. Die Steadicam Jr. verfügt über einen blendfreien 8-Schicht-LCD-Videomonitor, der mit professionellen Steadicam-Rigs vergleichbar ist. Die Steadicam-Linie wurde zum führenden marktfähigen Produkt des Unternehmens. Tiffen Filter erwarb die Rechte an der Steadicam, als die Cinema Products Corporation im Jahr 2000 ihre Geschäftstätigkeit einstellte.